# نام‌گذاری فلمستید

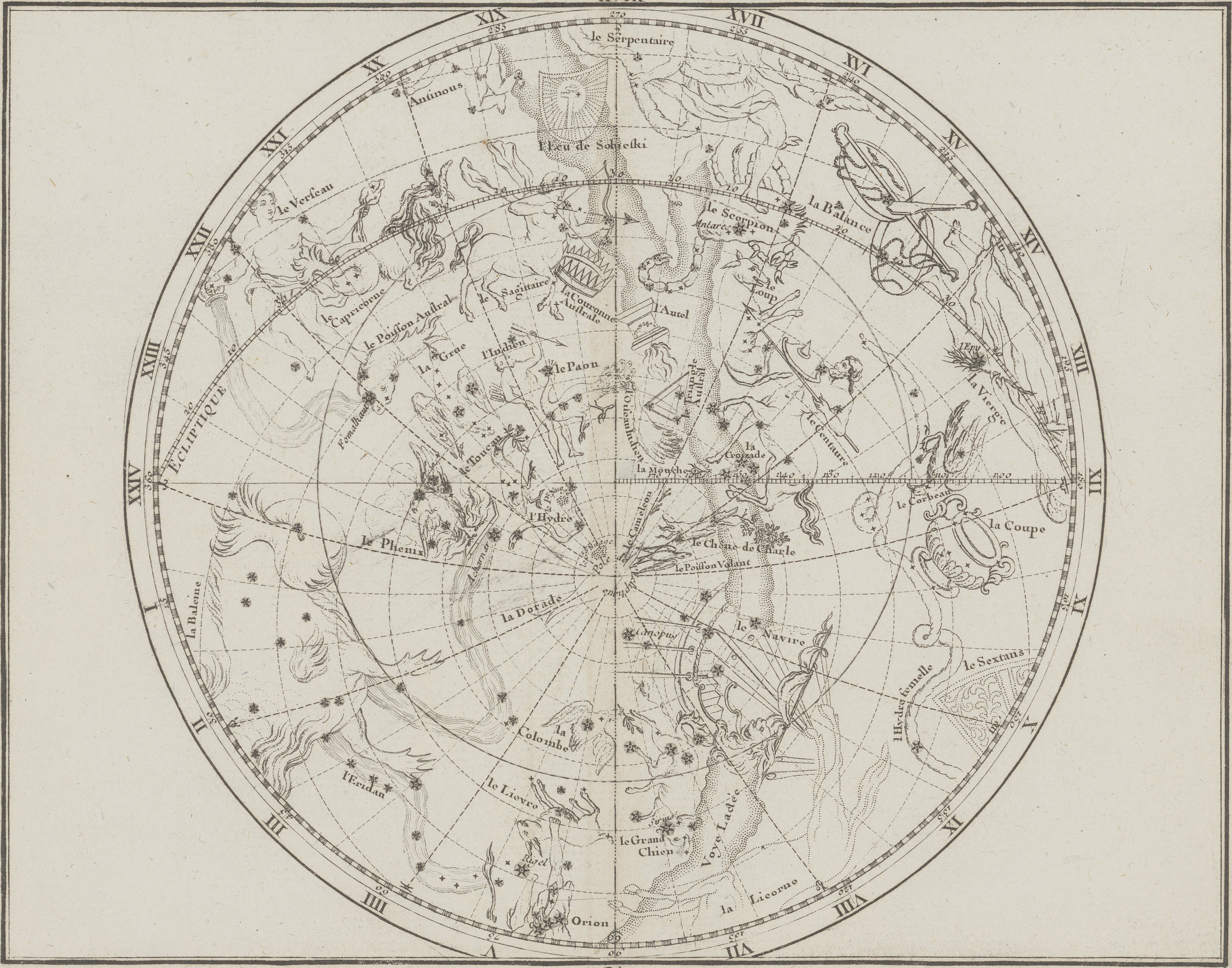
نیمکرهٔ شمالی در کتاب اطلس صور آسمانی جان فلمستید

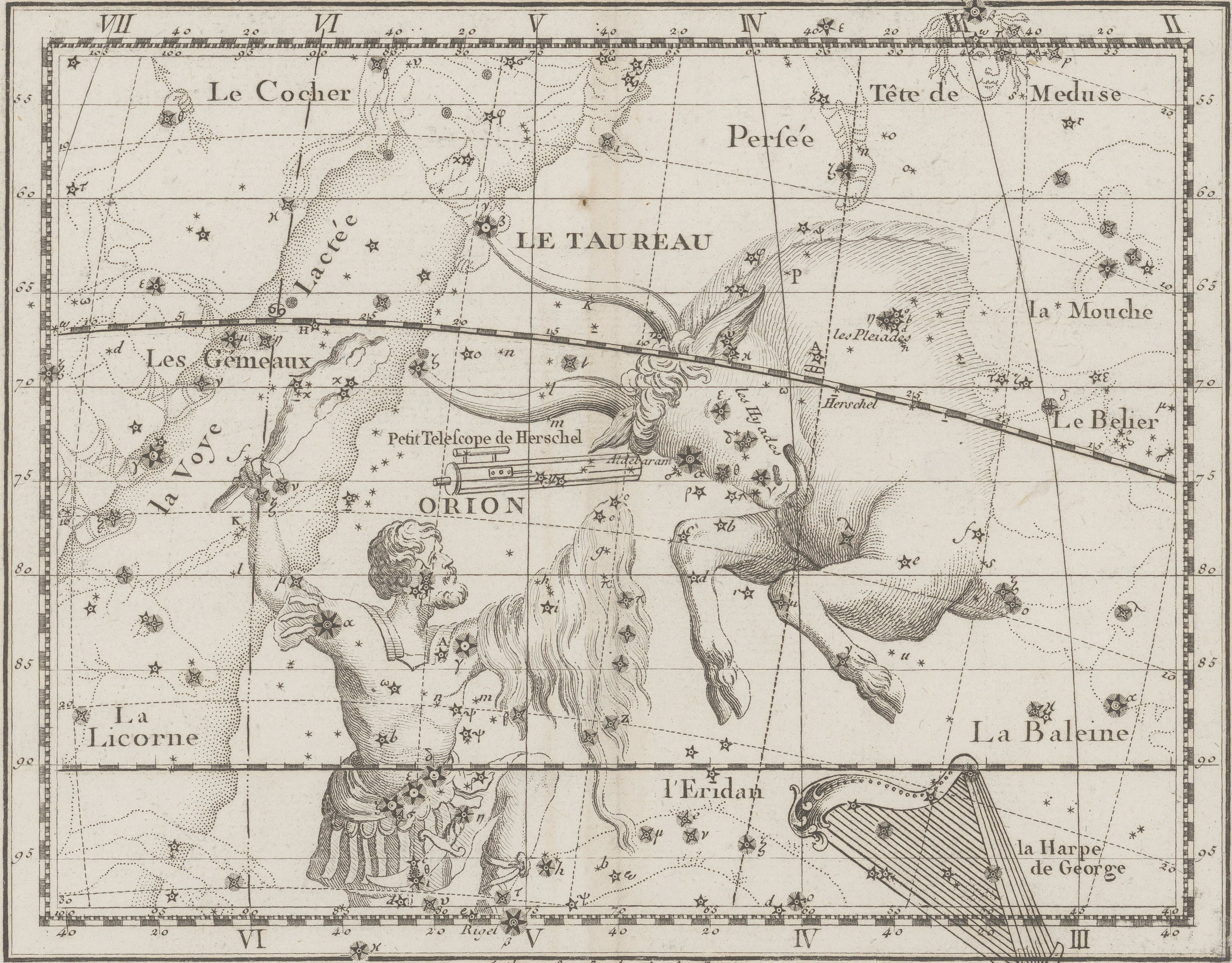
صور فلکی شکارچی و گاو در کتاب اطلس صور آسمانی

نام‌گذاری فِـلَمستید (انگلیسی: Flamsteed designation) ترکیبی از یک عدد و نام صورت فلکی است که به‌طور منحصربه‌فردی بیشتر ستارگان قابل مشاهده با چشمان غیرمسلح را در صور فلکی شناخته‌شده را که از جنوب انگلستان قابل مشاهده هستند، شناسایی می‌کند. این شیوهٔ نام‌گذاری به افتخار جان فلمستید نامگذاری شده که نخستین بار در هنگام تألیف کتاب «تاریخچه صور آسمانی بریتانیکا» از آن استفاده کرد. (البته فلمستید از تلسکوپ استفاده کرده بود، و کاتالوگ او شامل تعدادی ستارگانی بود که نسبتاً درخشان بوده اما لزوماً با چشم غیر مسلح قابل مشاهده نبودند).
نام‌گذاری فلمستید شبیه به نام‌گذاری بایر است با این تفاوت که برخلاف آن از اعداد به‌جای حروف یونانی و رومی استفاده شده‌است. به هر ستاره یک عدد و ترکیب اضافه لاتین صورت فلکی که در آن قرار دارد اختصاص می‌یابد (به فهرست صورت‌های فلکی مراجعه کنید). نامگذاری فلامستید ۲۵۵۴ ستاره را دربر می‌گیرد. در آغاز، اعداد به ترتیب افزایش بعد در هر صورت فلکی اختصاص داده شده بودند، اما امروزه به دلیل اثر حرکت تقدیمی، ترتیب آنها اندکی به هم ریخته‌است.
پیش‌نویس اولیهٔ «تاریخچه صور آسمانی بریتانیکا» در سال ۱۷۱۲ بدون اجازهٔ جان فلمستید توسط ادموند هالی و آیزاک نیوتن منتشر و نسخهٔ نهایی آن در سال ۱۷۲۵ به چاپ رسید و در آن، «عددها» را در نام‌گذاری به‌کلی حذف کردند.